# S-Lang (programozási nyelv)
Az S-Lang egy programozási könyvtár Unix, Windows, VMS, OS/2, and Mac OS X rendszerekhez. Rutinokat biztosít az S-Lang szkriptnyelv interpreterének beágyazásához, valamint a szövegalapú alkalmazások létrehozását megkönnyítő komponenseket. A funkciók utóbbi csoportjába tartoznak a billentyűzetkiosztás (keymaps) létrehozására és kezelésére szolgáló rutinok, egy interaktív sorszerkesztési lehetőség, valamint alacsony és magas szintű képernyő/terminál kezelési funkciók. A GNU General Public License feltételei szerint kerül terjesztésre.

## Rövid története
Az S-Lang programkönyvtárat 1992-ben John E. Davis indította el, mivel úgy gondolta, hogy az általa egy szövegszerkesztőhöz írt függvények más programokban is hasznosak lehetnek. A könyvtár legkorábbi verziója a számítógépes terminálokkal való interakcióhoz szükséges beviteli/kimeneti rutinokat és egy egyszerű, PostScript-szerű szintaxissal rendelkező stack-alapú interpreter implementációját tartalmazta, amelyet egy tudományos rajzolóprogramban való használatra fejlesztett ki. A JED szövegszerkesztő volt az első olyan program, amely mind az interpreter beágyazását, mind a könyvtár terminál I/O komponenseinek használatát lehetővé tette.

## Interpreter
Az interpreter alkotja az S-Lang könyvtár nagy részét, és itt történik a legtöbb fejlesztés is. Bár az értelmező által támogatott eredeti szintaxis hasonlított a PostScriptre, a szintaxis sokkal inkább C-szerűvé fejlődött, az objektumorientált stílusú konstrukciók további támogatásával. Davis fizikai hátterét és a tudományos számítástechnika iránti szakmai érdeklődését tükrözi, hogy a nyelv a MATLAB-hoz és az IDL-hez hasonlóan számos vektorizált tömb alapú műveletet támogat.
A 2.0 verzióig az értelmező nem volt önálló program. Davis inkább az alkalmazásokba való beágyazását támogatta, hogy azok bővíthetők legyenek. Az értelmező használata vagy egy C programba való beágyazást jelentett, vagy egy másik alkalmazás (pl. a JED szerkesztő) kontextusában való használatát. Az S-Lang shell, az slsh, egy demonstrációs program volt, amely nem tudott mást, mint szkripteket futtatni. A 2005-ben kiadott 2.0-ás verzió interaktívvá tette az slsh-t, és önálló alkalmazássá fejlődött, számos külső modullal a használatához. Mint ilyen, az S-Lang értelmezőjévé vált.
Sok interpretertől eltérően az S-Lang értelmező támogatja az összes natív C egész szám típust (a char, short, int, long és long long előjeles és előjel nélküli változatait), valamint az egyszeres és kétszeres pontosságú típusokat, valamint a kétszeres pontosságú összetett típust. Az értelmező által támogatott egyéb adattípusok közé tartoznak a karakterláncok, listák, asszociatív tömbök (hash-ek), felhasználó által definiált struktúrák, valamint bármilyen adattípusú többdimenziós tömbök.

## Képernyőkezelés
A kilencvenes évek közepén, amikor a sc táblázatkezelőt az S-Lang könyvtárba portolta, Davis kifejlesztette a könyvtár képernyőkezelési lehetőségét. Ezt a komponenst úgy tervezték, hogy optimalizálja a képernyő kimenetet (a terminálra küldött karakterek számának minimalizálásával), és egyszerű módot biztosítson a különböző terminálok támogatására az alkalmazáskód és a terminál közötti extra absztrakciós réteg segítségével. Az slrn hírolvasó volt az első olyan alkalmazás, amely teljes mértékben kihasználta ezt a felületet. Azóta számos más program (pl. Mutt is kihasználta a könyvtár ezen tulajdonságát, és vitathatatlanul ez lett a könyvtár leggyakrabban használt aspektusa, mivel ezt a komponenst a curses alternatívájának tekintik. A 2.0-s verzió óta a képernyőkezelő rutinok transzparensen támogatják az UTF-8 formátumot.

## Példa forráskód
```
#! /usr/bin/env slsh

% Az alábbi program a következő problémát oldja meg:

%    Rendezzen egy ilyen sorokból álló bemeneti fájlt

%

%        var1=23 other=14 ditto=23 fred=2

private
 
variable
 
Keys
,
 
Values
;

private
 
define
 
sort_fun
 
(
i
,
 
j
)

{

   
variable
 
s
,
 
a
,
 
b
;

   
s
 
=
 
Values
[
i
]
 
-
 
Values
[
j
];

   
!
if
 
(
s
)

     
return
 
strcmp
 
(
Keys
[
i
],
 
Keys
[
j
]);

   
return
 
s
;

}

define
 
slsh_main
 
()

{

   
variable
 
line
,
 
len
,
 
i
,
 
vals
;

   
foreach
 
line
 
(
stdin
)

     
{

        
% A karakterlánc felosztása karakterláncok tömbjére %

        
% a fehér karakterek (white char) és az = elválasztó használatával

        
% 

        
line
 
=
 
strtok
 
(
line
,
 
" \t\n="
);

        
len
 
=
 
length
(
line
)
/
2
;

        
if
 
(
len
 
==
 
0
)

          
continue
;

        
        
% A páros elemek kulcsok, a páratlanok az értékek

        
% A [0::2] egy tömb, amely indexeket tartalmaz 2-es lépéssel,

        
% és indexeket hoz létre 0-tól a hosszúságig (sor)

        
Keys
 
=
 
line
[[
0
::
2
]];

        
vals
 
=
 
line
[[
1
::
2
]];

        
% A változó fentebb már deklarálva

        
Values
 
=
 
atoi
 
(
vals
);

        
i
 
=
 
array_sort
 
([
0
:
len
-
1
],
 
&
sort_fun
);

        
% Az eredmény írásának különböző módjai vannak.

        
% Itt van egy gyors módja annak, hogy elkerülje a hurkot.

        
% Az üres zárójel () változó deklarációt jelöl,

        
% és megadja, hogy a visszatérési értéket el kell vetni.

        
()
 
=
 
printf
 
(
"%s\n"
,
 
strjoin
 
(
Keys
[
i
]
 
+
 
"="
 
+
 
vals
[
i
],
 
" "
));

     
}

}

```

## Lásd még
- NCurses

## Fordítás
- Ez a szócikk részben vagy egészben  a   S-Lang című angol Wikipédia-szócikk fordításán alapul.  Az eredeti cikk szerkesztőit annak laptörténete sorolja fel. Ez a jelzés csupán a megfogalmazás eredetét és a szerzői jogokat jelzi, nem szolgál a cikkben szereplő információk forrásmegjelöléseként.